# Orthodes candens
Orthodes candens är en fjärilsart som beskrevs av Achille Guenée 1852. Orthodes candens ingår i släktet Orthodes och familjen nattflyn. Inga underarter finns listade i Catalogue of Life.